# Корен
Корен је вегетативни биљни орган којим се биљка причвршћује за подлогу и упија воду са раствореним минералним материјама. На врху корена налази се вегетациона купа чијом активношћу корен расте непрекидно током живота. Вегетациона купа је заштићена коренском капом (калиптром) да се не би оштетила при пробијању кроз подлогу.
На корену се морфолошки разликује више делова (зона):
- зона коренске капе
- зона растења
- зона издуживања
- зона апсорпције
- зона провођења

Део корена са капом је коренске капе, чији површински слој граде мртве, ослузњавеле ћелије које се љуште и тако смањују трење при расту корена. Ћелије коренске капе се стално обнављају деобама ћелија вегетационе купе и истовремено корен тим деобама расте. Због тога се тај део вегетационе купе назива зона растења. Изнад ње налазе се ћелије које се издужују (расту у дужину) и чине зону издуживања. Следећа је зона коренских длака у којој површинске ћелије образују длаке за упијање воде из земљишта. Изнад ове зоне је зона провођења кроз коју се вода са минералним материјама проводи до основе стабла.
Корен је орган неограниченог растења који обавља више функција. Основне функције корена су усвајање и провођење воде и минералних материја из земљишта и причвршћивање биљке за подлогу. На врху корена налази се коренова капа (калиптра) која штити нежне меристемске ћелије вегетационе купе корена од механичких повреда. У зони раста, ћелије се деле, на њу се наставља зона издуживања где се ћелије настале деобама увећавају, издужују и диференцирају у трајна ткива корена. На зону издуживања наставља се зона коренових длака или зона апсорпције. На попречном пресеку корена у зони коренових длака разликују се три зоне: ризодермис, примарна кора и централни цилиндар. На површини корена налази се апсорбционо ткиво корена ризодермис.Примарна кора корена знатно је развијенија од централног цилиндра по чему се разликује грађа корена од грђе стабла. Примарну кору чине ризодермис,примарна кора и централни цилиндар.

## Анатомска грађа корена
Ако се у зони коренских длака направи попречан пресек корена, уочиће се његова примарна грађа:
- На периферији корена је ризодермис (епиблем),
- вишеслојна зона примарне коре и
- у центру је централни цилиндар.

Ризодермис је површински слој младих, вршних делова корена. Ћелије овог ткива образују коренске длаке којима се упија вода и у њој растворене минералне материје.
Примарна кора је грађена од више слојева паренхимских ћелија. Последњи слој коре, који је наслоњен на централни цилиндар, садржи ћелије пропуснице. Оне пропуштају воду са минералним материјама, коју су упиле ћелије ризодермиса, у централни цилиндар. 
Централни цилиндар се састоји од проводних елемената ксилема и флоема. Ксилем се налази у центру, а флоем на периферији централног цилиндра. Ксилем има облик звезде између чијих зракова су уметнути елементи флоема.
Код биљака монокотила корен има само примарну грађу, док код дикотила и четинара долази до секундарног дебљања. При томе паренхимске ћелије постају секундарно меристемско ткиво камбијум који деобама доводи до дебљања корена.

### Ризодемис
Ризодермис споља покрива младе делове корена. То је у ствари примарно покорично ткиво које топографски одговара епидермису листа и стабла,али се од епидермиса разликује,јер ризодермис представља апсорпционо ткиво, пре свега, по томе:
а) што су спољњи зидови ћелија ризодермиса танки,
б) што нема кутикулу,
ц) што у ризодермису нема стома.
На ризодермису се међутим развијају коренове длаке. Оне представљају израштаје ћелија ризодермиса,којима се у знатној мери повећава апсорпциона површина корена.

### Примарна кора
Примарна кора је изграђена од основних ткива (паренхима). Први слој примарне коре,који се налази непосредно испод ризодермиса,често је диференциран као посебно ткиво, означено као егзодермис. Значај егзодермиса је у томе што за време изумирања коренових длака и ризодермиса његове ћелије оплутњавају, егзодермис преузима заштитну улогу и добија карактер кожног ткива. Испод егзодермиса налази се основна маса примарне коре од ћелија које су ћесто распоређене у правилним радијалним низовима. Међу њима се налази доста интерцелулар. Нарочито много интерцелулара има код биљака чији се коренови развијају у земљиштима сиромашним кисеоником. У ћелијама овог ткива, које се због положаја понекад назива мезодермис, често се налазе скробна зрна. У мезодермису обично има идиобласта, смолних резервоара и канала. Код скривеносеменица у паренхиму коре корена по правилу нема механичких и сличних ткива. Последњи слој примарне коре који чини границу према централном цилиндру, означен је као ендодермис, и увек је добро развијен. Он је од великог значаја за провођење воде и водених раствора у хоризонталном правцу од коренских длака до проводног система. На зидовима неких ћелија ендодермиса налазе се посебна Каспаријева задебљања, односно задебљања радијалних ћелијских зидова.

### Централни цилиндар
Централни цилиндар почиње слојем паренхимских ћелија,означеним као перицикл. Перицикл се састоји од живих паренхимских ћелија,са танким целулозним зидовима. Једнослојан перицикл је у многих дикотила и неких монокотила, а вишеслојни код голосеменица. На зачетку бочног корена образује се омотач,који доприноси пробијању младог бочног корена кроз ткива коре. Овај омотач при пробијању коре корена дејствује не само механички,већ и хемијски,јер лучи ферменте који растварају зидове ћелија коре. Проводни систем корена је у облику радијалног Проводни снопићи. Број ксилема и флоема у радијалном проводном снопићу може бити различит. У полиархним снопићима коренова неких палми број ксилема односно флоема може износити и више од сто. У млађим кореновима је мањи, а у старијим већи. дикотиледоне биљке имају мањи број ксилема и флоема у снопићу, док су радијални снопићи у кореновима монокотиледоних биљака по правилу полиархни. У корену нема сржи, већ се у централном делу налази ксилем. Код извесних монокотила у центру корена се налазе паренхимске ћелије, које по положају и функцији одговарају сржи.

## Коренов систем
- Жиличаст коренов систем
- Осовински коренов систем

Коренов систем представља скуп свих коренова једне биљке. Корен који настаје од коренка клице назива се главни корен (прави корен). На извесној удаљености од врха он се грана и образује бочне коренове, који су обично слабије развијени од главног корена. Сви бочни коренови заједно са главним граде коренов систем назван осовински. Овај тип кореновог система развијен је код голосеменица и дикотила. 
Када клицин коренак рано престане са растом, онда са развија жиличаст коренов систем изграђен од великог броја подједнако развијених коренова, а среће се најчешће код монокотила. Ако се уместо бочних коренова радикуле развију коренови из стабла, онда су то адвентивни коренови. Адвентивни коренови се код неких биљака образују и на листовима који су у додиру са подлогом.

## Метаморфозе корена
- Коренови за дисање
- Коренови за дисање
- репа
- коренске кртоле

Осим главних улога, корен може да добије и неку другу функцију. Тада се облик и грађа корена мењају и он је метаморфозиран. Најчешћа додатна улога корена је магационирање хранљивих материја: 
- ако се храна нагомилава у главном корену, онда он задебљава и преображава се у репу  (нпр. шаргарепа).
- када се хранљиве материје нагомилавају у бочним коренима, онда постају кртоле (нпр. код георгине).
- код неких тропских биљака које живе на муљевитој подлози развијају се коренови за дисање који избијају изнад површине и снабдевају подземне органе ваздухом.

## Апсорпција и провођење воде
Апсорпцију воде корен не обавља целом својом површином, већ само у зони коренових длака. Број коренових длака је врло велики и може достићи неколико милијарди по једној биљци. Остали делови корена, изван зоне коренових длака, покривени су плутом и служе за провођење воде ( а, поред тога, као што је већ поменуто, и за причвршћивање биљке за подлогу ). Што се тиче апсорпције воде непосредно од стране надзирних делова биљке - то нема неки већи значај, пошто је количина тако примљене воде незнатна. Водене биљке које нису прекривене кутикулом и плутом, апсорбују воду и минералне материје целом својом површином.
Апсорбована вода креће се од коренових длака према централном цилиндру, где се налазе судови. Овај кратак пут вода прелази кроз живе ћелије корена. Кретање воде овом правцу објашњава се разликама у величини сисајуће силе ћелија. У правцу од периферије корена према централном цилиндру сисајућа сила ћелија расте. Према томе, на овом делу пота вода се креће осмотским силама. Сила којом корен потискује воду у надземне органе назива се коренов притисак.
Други део воденог тока односи се на провођење воде кроз проводни систем, односно кроз трахеје и трахеиде, до лисног паренхима. Кретање воде врши се углавном кроз судове одоздо навише. Последњи део воденог пута представља провођење воде кроз паренхим листа, кроз живе ћелије мезофила. Овде се вода креће осмотским путем све до последњих ћелија које се граниче са интерцелуларима.
Главна покретачка снага која омогућује кретање воде кроз биљку је транспирација, поред кореновог притиска, који у овом процесу има знатно мању улогу. При испаравању воде са површине листа у ћелијама се јавља сисајућа сила, чија је величина утолико већа, што мање воде остаје у ћелијама листа. Овако настала сисајућа сила омогућава стално кретање воде кроз биљку.
Све у свему силе које омогућују кретање воде кроз биљку налазе се на крајевима проводног система. На доњем крају делује потискујућа сила живих ћелија корена (коренов притисак), а на горњем крају, у виду црпке, испољава се повлачеће дејство воде из листа ( транспирација ). Водене нити не кидају се под утицајем своје тежине, без обзира на то што се при јакој транспирацији налазе у затегнутом стању. То се објашњава силама кохезије између молекула воде, које могу достићи 300 до 350 бара, а пошто у судовима нема ваздуха континуитет воде се не прекида.
Брзина провођења воде зависи у великој мери од грађе проводних елемената. Вода се брже креће кроз трахеје. Од великог је значаја и величине пречника судова : што су трахеје уже провођење воде је спорије.

## Еволуциона историја
Фосилни запис о коренима — или боље речено, испуњеним празнинама где су корени иструлили након смрти — сежу до касног силура, пре око 430 милиона година. Њихова идентификација је тешка, јер су изливи и калупи корена по изгледу у знатној мери слични животињским јазбинама. Они могу бити заспознати коришћењем низа карактеристика. Еволуциони развој корена се вероватно догодио из модификације плитких ризома (модификованих хоризонталних стабљика) који су усидрили примитивне васкуларне биљке у комбинацији са развојем филаментозних израслина (званих ризоиди) који су усидрили биљке и доводили воду до биљке из земље.